# ماتی براون
ماتی براون (انگلیسی: Matty Brown؛ زادهٔ ۱۵ مارس ۱۹۹۰) بازیکن فوتبال اهل بریتانیا است.
از باشگاه‌هایی که در آن بازی کرده‌است می‌توان به باشگاه فوتبال چستر، باشگاه فوتبال مارین، باشگاه فوتبال هالیفاکس تاون، باشگاه فوتبال چسترفیلد، باشگاه فوتبال ساوتپورت، و باشگاه فوتبال نورتویچ ویکتوریا اشاره کرد.